# 熊野來神エーワッショー
熊野來神エーワッショー（くまのらいじんエーワッショー）は和歌山県海南市で活動しているローカルヒーロー。

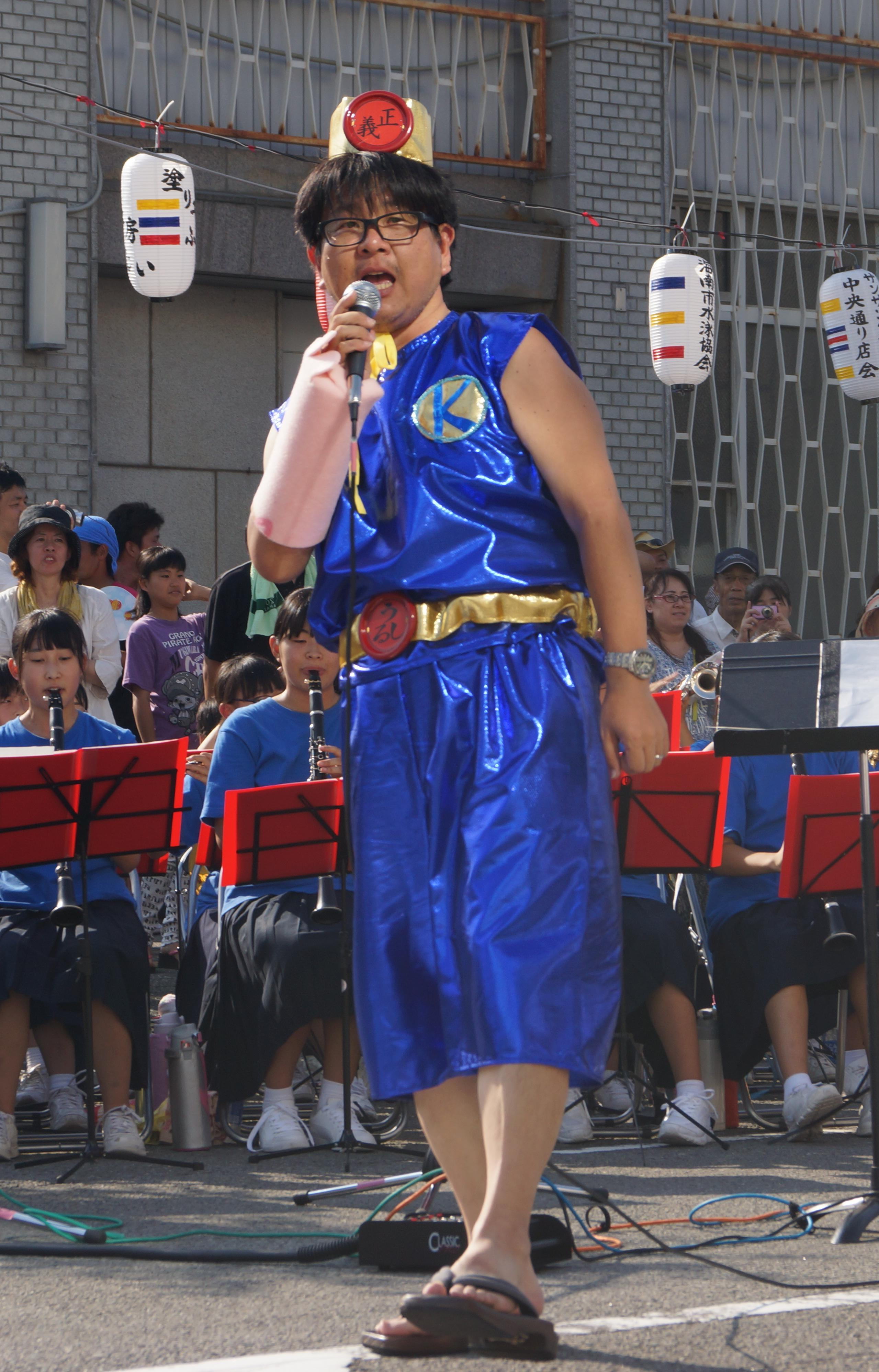
カイナンマン

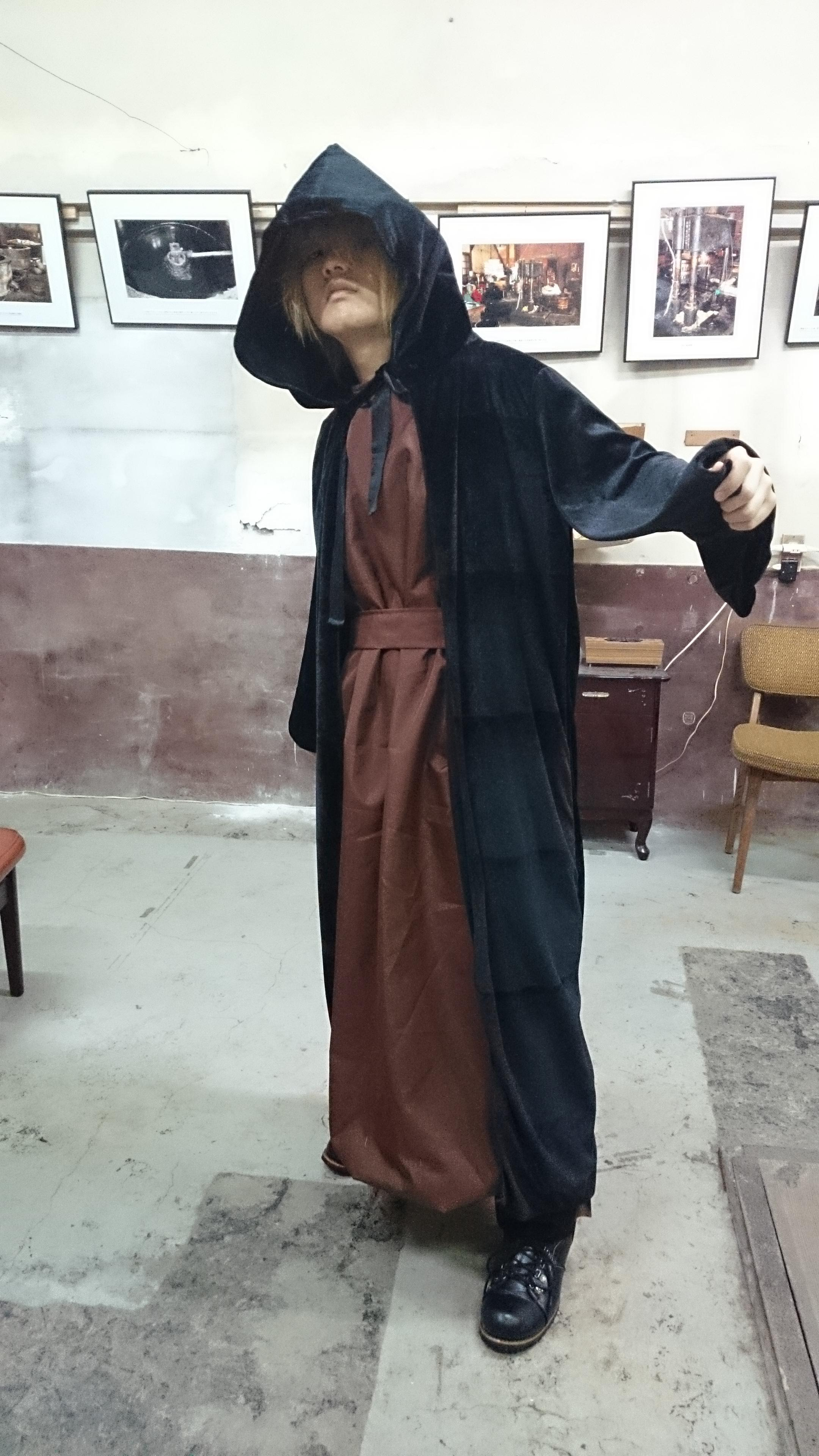
怠惰のダル

## 概要
2012年に海南市のPRソングとして市民が作詞、おかげ様ブラザーズのきんた・ミーノ（弓庭規生名義）が作曲した「カイナンマンのテーマ」が作成された。以降歌やダンスは知られていたが、主役であるカイナンマンは姿を見せなかった。
その後2013年8月に行われたふるさと海南まつりにて、ヒーローとしてのカイナンマンが登場。しかし青い衣装を身に着けているものの素顔をさらしたまま、さらに悪役との戦いではあっさりと負けてしまい観客は呆然。「日本一のヒーローを目指すため修行する」と言い残して姿を消したという。
その後は目立った活動はなかったが、2014年になり「正義のヒーローに進化した」とコメント。8月に開催されたふるさと海南まつりにて「熊野來神エーワッショー」として復活した。

## キャラクター

### 熊野來神エーワッショー
海南市の人々をダル神の妖術から守護するローカルヒーロー。
全身は海南市の海をイメージした青を基調とし、胸には「鈴木家の紋章」が光り輝く。左肩には熊野神の使い「ヤタガラス」が鎮座し、腰には海南の日用品産業のルーツ「シルバーのタワシ」が備わっている
名前の由来は「熊野から来た神」と和歌山の方言で「ええわっしょう（訳：いいね）」から。

### カイナンマン
本名、鈴木古道（すずきふるみち）。1978年8月13日生まれ。普段はサラリーマンとして働いている。既婚。

### ダル神
人の悪しき心が生み出した妖怪。